# Erich Kneußl
Erich Kneußl (* 30. März 1884 in Lienz; † 17. September 1968 in Innsbruck) war ein österreichischer Verwaltungsjurist und Politiker der Christlichsozialen Partei (CSP) und der Vaterländischen Front (VF).

## Ausbildung und Beruf
Von 1896 bis 1904 besuchte Kneußl das Gymnasium in Meran. Danach begann er das Studium der Rechte an der Universität Innsbruck, wo er Mitglied der AV Austria Innsbruck wurde. 1909 erfolgte seine Promotion (Doktor) zum Dr. iur. Nach dem Studium war er im politischen Verwaltungsdienst bei der Statthalterei Innsbruck und den Tiroler Bezirkshauptmannschaften tätig.
Von 1917 bis zur Abtrennung Südtirols von Österreich war Kneußl Bezirkshauptmann von Ampezzo und anschließend bis 1927 Bezirkshauptmann von Lienz. Von 1933 bis 1936 war er Erster Obmannstellvertreter des Tiroler Bauernbundes. Von 1934 bis 1938 gehörte er als Vertreter der Unselbständigen in der Land- und Forstwirtschaft dem Bundeswirtschaftsrat und dem Bundestag an und war Präsident des Bergbauernhilfsfonds im Landwirtschaftsministerium. Die Gründung der Obstverwertungsgenossenschaft Mitteltirol im Jahr 1937 ging auf seine Initiative zurück. Im selben Jahr wurde er zum Hofrat ernannt. Nach dem „Anschluss Österreichs“ wurde er 1938 zwangspensioniert. Nach dem missglückten Attentat vom 20. Juli 1944 wurde er verhaftet und war bis zum Oktober 1944 im Lager Reichenau interniert.
1945 begann er als Staatskommissär für unmittelbare Bundesangelegenheiten in Tirol. 1946 wurde er Landesamtsdirektor für Tirol. Im Jahr 1947 übernahm er die Außenstelle des Bundeskanzleramtes in Innsbruck für Südtirol-Angelegenheiten. 1950 wurde er pensioniert. Er war Vorsitzender der Landesgruppe Tirol der Liga für die Vereinten Nationen.

## Abgeordneter zum Nationalrat
Nominiert vom Tiroler Bauernverband wurde Kneußl bei den Wahlen zur III. Gesetzgebungsperiode vom 18. Mai 1927 bis 1. Oktober 1930 in den Nationalrat gewählt. Bei den Wahlen zur IV. Gesetzgebungsperiode vom 2. Dezember 1930 bis 2. Mai 1934 wurde er wiedergewählt. Er gehörte der Fraktion der CSP an.

## Auszeichnungen
- Kriegskreuz für Zivilverdienste 3. Klasse, 1917
- Ehrenbürger der Gemeinden Hollbruck, Kartitsch, Obertilliach, Prägraten am Großvenediger, Sexten, Untertilliach und Virgen
- Ehrenvorsitzender der Landesgruppe Tirol der Liga für die Vereinten Nationen
- Eintragung in das Ehrenbuch der Universität Innsbruck, 1968